# 伴資綱
伴 資綱（ばん すけつな）は、戦国時代の近江国甲賀郡の武士。

## 概要
三河国にルーツを持つ伴氏の末裔で、中世には甲賀に住んだ一族。永禄5年（1562年）三河の戦国大名・松平元康が上ノ郷城の戦いで上ノ郷城を攻撃した際、同家臣の酒井正親・松井忠次の招聘を受けて、伴盛陰・資家・資定ら伴党80余人とともに三河に下向してこの戦いに加わった。資綱は上ノ郷城主・鵜殿長照の子である鵜殿氏長・氏次兄弟を捕縛した。松平氏に身柄を抑えられた鵜殿兄弟は、当時駿府に抑留されていた松平元康の嫡男・信康との人質交換に利用された。
永禄11年（1568年）畿内に進出した織田信長の家臣となる。天正10年（1582年）本能寺の変で信長が横死すると自領に蟄居していたが、天正13年（1585年）豊臣秀吉による甲賀郡中惣解体によって故郷を去る。後に一族は前述の人質交換の際より通交のあった信濃松本藩主・石川数正の招きに応じてその家臣となったが、子息の乗教も数正の嫡男・康長の家臣となっている。